# اوت-والقومه
اوت-والقومه (به فرانسوی: Haut Valromey) یک کمون در فرانسه است که در ان (اوورنی-رون-آلپ) واقع شده‌است. اوت-والقومه ۱۰۷٫۸۵ کیلومتر مربع مساحت دارد.